# Mays Landing
Mays Landing statisztikai település az USA New Jersey államában, Atlantic megyében, melynek megyeszékhelye. Lakosainak száma 5603 fő (2020. április 1.).

## Népesség
A település népességének változása:

| 2010 | 2 135 |
| 2020 | 5 603 |